# Nombre de Cauchy
Le nombre de Cauchy {\displaystyle (Ca)} est un nombre sans dimension utilisé en mécanique des fluides. Il représente le rapport entre les forces d'inertie et les forces élastiques,.
Ce nombre porte le nom d'Augustin Louis Cauchy, mathématicien et physicien français.
On le définit de la manière suivante :
{\displaystyle Ca={\frac {\rho v^{2}}{K}}}
avec :
- ρ - masse volumique
- v - vitesse du fluide
- K - module d'élasticité isostatique

Si K est isentropique, le nombre de Cauchy est égal au nombre de Mach au carré : Ca = Ma2. Le module d'élasticité peut être décrit par l'expression suivante :
{\displaystyle K=\gamma p={\frac {\gamma \rho RT}{M}}=\rho a^{2}}
avec :
- γ - rapport des capacités thermiques massiques {\displaystyle {\frac {C_{p}}{C_{v}}}}
- p - pression
- R - constante des gaz parfaits
- T - température absolue
- ρ - masse volumique
- M - masse molaire
- a - vitesse du son, avec {\displaystyle a={\sqrt {\frac {\gamma RT}{M}}}}

Dans le cas d'un gaz parfait, la pression peut être calculée selon la loi des gaz parfaits : {\displaystyle PV=nRT}, d'où {\displaystyle P={\frac {nRT}{V}}={\frac {\rho RT}{M}}}. 